# Yamaha 350 cc racers 1969-1972

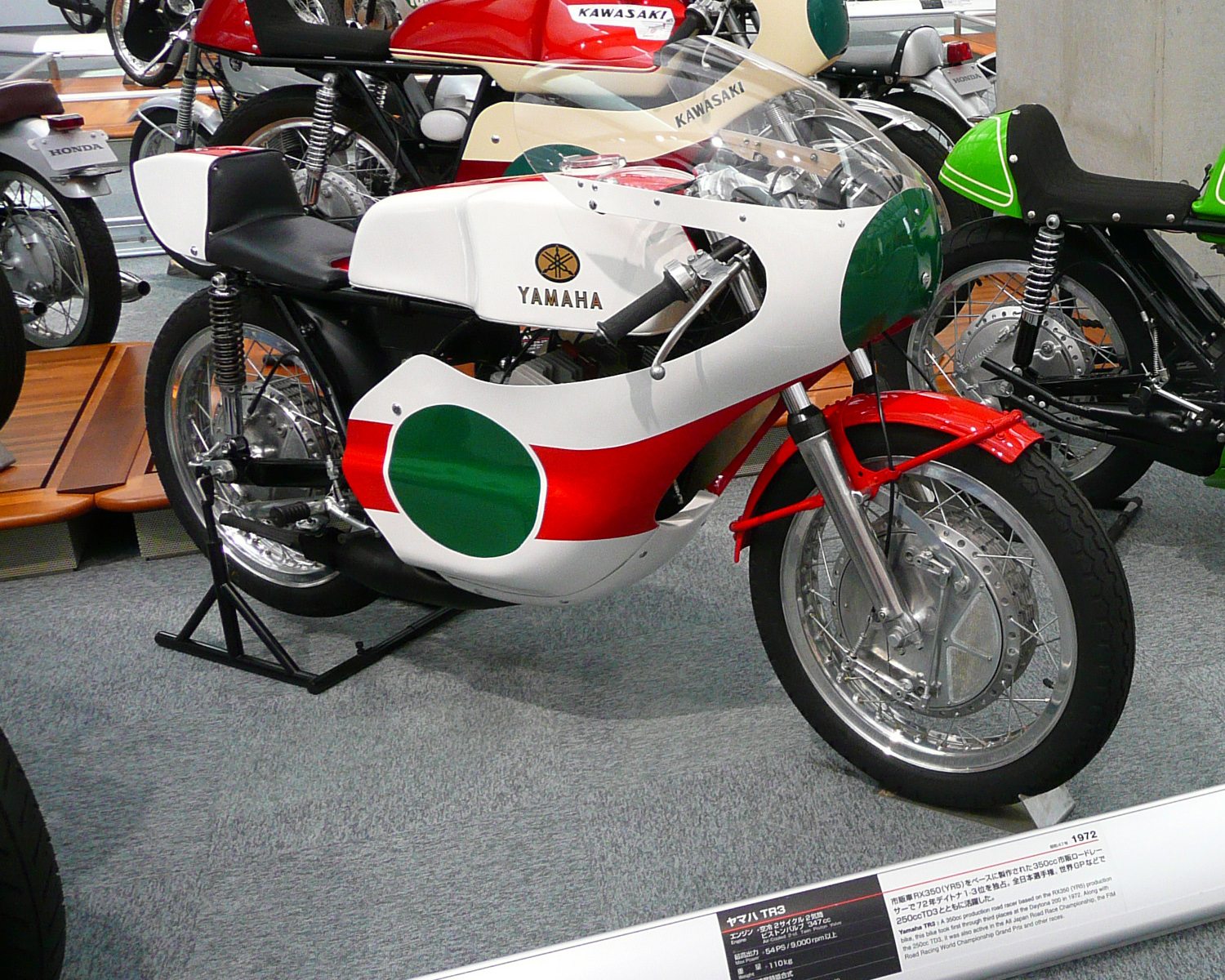
Yamaha TR 3 uit 1972

De Yamaha 350cc-racers 1969-1972 vormen een serie 350 cc wegrace-motorfietsen die door het merk Yamaha in de jaren zestig en -zeventig werden ingezet in wegraces. Het waren in principe productieracers, die voor iedereen te koop waren, maar in sommige gevallen kregen coureurs toch steun en speciale motorfietsen van de fabriek. 

## Voorgeschiedenis
Yamaha had zich van 1961 tot en met 1968 gemengd in het wereldkampioenschap wegrace in de klassen 125- en 250 cc. Vanaf 1966 verscheen het merk soms ook in de 350cc-klasse aan de start, maar dat gebeurde met tot 254 cc opgeboorde RD 05 A viercilinders. Nadat de Japanse concurrenten Honda en Suzuki al uit het wereldkampioenschap gestapt waren, besloot Yamaha dat in het voorjaar van 1969 ook te doen. Men wilde echter de privérijders van productieracers voorzien en daarom had men al in het najaar van 1968 de 250cc-TD 2 en de 350cc-TR 1 gepresenteerd.

## 1968: Yamaha TR 1
Zowel de TD 2 als de TR 1 kregen een vernieuwd frame en een vernieuwde voorvork en de trommelremmen van de fabrieksracers. Het waren luchtgekoelde tweecilinder tweetaktmotoren die zuigergestuurd waren, in tegenstelling tot de fabrieksracers die tot dat moment gebruikt waren en roterende inlaten hadden gehad. Men gaf voor de TR 1 een vermogen van niet minder dan 60 pk op. De TR 1 verscheen nooit op de circuits. In het seizoen 1969 was de machine alweer verbeterd en toen kreeg hij al de naam "TR 2".

## 1969: Yamaha TR 2
De TD 2 en de TR 2 waren bestemd voor de Amerikaanse raceseries, en moesten vanwege de homologatie-eisen van de American Motorcyclist Association dicht bij de normale standaardmodellen blijven. Veel onderdelen van de TR 2 waren dan ook uitwisselbaar met de Yamaha YR 3. De Europese markt was echter ook interessant, want er waren bijna geen grote fabrieken meer over die fabrieksracers inzetten. Benelli nam nog deel met echte 350cc-viercilinder viertaktmotoren en MZ met opgeboorde MZ RE 250's. Een privérijder met een behoorlijke machine zou dus goede resultaten kunnen halen. Rodney Gould en Giuseppe Visenzi waren onder de coureurs die zich een Yamaha TR 2 aanschaften. Visenzi haalde al in de openings-Grand Prix in Spanje de derde plaats achter Giacomo Agostini (MV Agusta 350 3C) en Kel Carruthers (Aermacchi Ala d'Oro 350). In de GP van Tsjecho-Slowakije werd Gould tweede achter Agostini, maar Gould moest zijn machine een beetje sparen omdat hij de kosten zelf moest dragen. In de GP van Finland werd Gould tweede en Visenzi werd derde. MV Agusta bleef weg in de GP des Nations, uit protest tegen de keuze van het Autodromo Enzo e Dino Ferrari in Imola. Phil Read verscheen daar met Yamaha's en won zowel de 250- als de 350cc-klassen. In de stand om het 350cc-wereldkampioenschap van 1969 werd Silvio Grassetti tweede. Hij was aan het seizoen begonnen met een Yamaha TR 3, maar had de meeste punten gehaald met de Jawa 350 cc V4 die hij halverwege het seizoen had gekregen. Giuseppe Visenzi werd derde en Rodney Gould werd vijfde.

### Yamaha TR 2
Zoals gezegd was de Yamaha TR 2 een luchtgekoelde tweecilinder tweetakt. De machine had twee 34 mm Mikuni-carburateurs en een boring/slagverhouding van 61 x 59,6 mm, waardoor de cilinderinhoud op 348,4 cc kwam. De compressieverhouding bedroeg 6,5:1 en het vermogen werd nu opgegeven als "meer dan 54 pk" bij 9.500 tpm. Er was een dubbel wiegframe toegepast en vijf versnellingen. In tegenstelling tot de TD 2 had de TR 2 een horizontaal deelbaar carter.

## 1970: Yamaha TR 2
Als beloning voor hun prestaties in 1969 kregen Rodney Gould en Kent Andersson (tweede geworden in het 250cc-wereldkampioenschap) in 1970 TD 2's en TR 2's aangeboden. Bovendien kregen ze gedeeltelijke fabrieksondersteuning in de vorm van onderdelen en financiële ondersteuning. In ruil daarvoor werden hun motorfietsen gebruikt voor het beproeven van verbeteringen. Gould en Andersson deden ook persoonlijke aanpassingen. Andersson verlengde zijn swingarm en gebruikte Girling veer/demperelementen. Ook gebruikte hij door hem zelf ontworpen cilinders en een links geschakelde zesversnellingsbak. Gould koos voor de cilinders die Andersson in 1969 gebruikt had en een rechts geschakelde vijfversnellingsbak. Beide machines kregen Ceriani-telescoopvorken, maar Gould wijzigde de naloop door andere kroonplaten toe te passen. Aan het einde van het seizoen waren hun machines dan ook heel anders dan de normale productieracers. Bij de TR 2 pakte dat niet zo goed uit: het vermogen van 60 pk was meer dan het frame aan kon. De TR 2 was echter enorm populair bij de privérijders. Van de 47 coureurs die in 1970 een of meer WK-punten scoorden reden er 29 (62%) op een Yamaha. In de 350cc-klasse konden de Yamaha's wel podiumplaatsen pakken, maar tegen de MV Agusta van Agostini en de Benelli 350 4C's van Renzo Pasolini en Kel Carruthers was geen kruid gewassen. Gould en Andersson waren wel vaak snel, maar juist hun experimentele motorfietsen veroorzaakten vaak technische problemen.
In de eerste Grand Prix (Duitsland) werd Chas Mortimer met een TR 2 derde. In de Junior TT op het eiland Man werd Paul Smart met een TR 2 derde. Phil Read startte alleen in Assen en werd daar met een Yamaha TR 2 derde. Andersson werd derde in Tsjecho-Slowakije. In Finland werden Andersson en Gould tweede en derde nadat Pasolini was uitgevallen. In de Ulster Grand Prix vielen Gould en Andersson uit, maar in het geval van Gould werd verondersteld dat hij dat vrijwillig deed. Op het gevaarlijke Dundrod Circuit wilde hij geen risico's nemen, want hij moest later nog de 250cc-race rijden. In die klasse kon hij nog wereldkampioen worden (uiteindelijk werd hij dat ook). Toch kwam er weer een Yamaha-rijder op het podium: Tommy Robb werd derde. In Spanje maakten Gould en Andersson er een leuke strijd om de tweede plaats van, achter Angelo Bergamonti die met zijn MV Agusta toch niet te achterhalen was. Gould wist nipt tweede te worden vóór Andersson. In het 350cc-wereldkampioenschap van 1970 werd Kent Andersson vierde. Rodney Gould werd slechts zesde, nog achter de privé-TR 2 van Martti Pesonen.

## 1971: Yamaha YZ 631 en TR 2 B
Uit de ervaringen van Rodney Gould en Kent Andersson destilleerde Yamaha in 1971 toch weer een echte fabrieksracer, die de interne naam YZ 631 kreeg, maar officieel als TR 2 B te boek stond. In het 350cc-WK was Benelli intussen ook weggevallen en was alleen MV Agusta nog als fabrieksteam over en de Yamaha-coureurs grossierden dan ook in podiumplaatsen. Toen Agostini in de Junior TT uitviel ging de strijd daar alleen nog tussen Yamaha's en Yamsel's (Yamaha TR 2 B-blokken in Seeley-frames). Er waren echter veel valpartijen en uitvallers, waardoor Bill Smith met een Honda CB 350 Four derde werd, achter Tony Jefferies (Yamsel) en Gordon Pantall (Yamaha). Halverwege het seizoen stond Theo Bult met zijn Yamsel tweede in het wereldkampioenschap. Hij kon het seizoen echter niet volledig afmaken, want hij was amateur met een gewone baan. Tegen het einde van het seizoen liet Agostini enkele races voor wat ze waren en Jarno Saarinen won met zijn Yamaha in Tsjecho-Slowakije en Monza. Aan het einde van het seizoen 1971 was Agostini wereldkampioen, maar daarna volgden vrijwel uitsluitend Yamaha's en Yamsels.

### Yamaha YZ 631
De YZ 631 machine had een elektronische CDI ontsteking. Met het oog op de goede resultaten in de Amerikaanse 750cc-races werd Kel Carruthers gevraagd om in de Verenigde Staten de privérijders onder zijn hoede te nemen en de fabrieksracers voor de "Big Ontario" en de Daytona 200 te prepareren. Van die machines is bekend dat ze ongeveer 63 à 64 pk bij 10.500 tpm leverden, zodat dit waarschijnlijk opgaat voor alle YZ 631's. Volgens de opgave van de fabriek was de boring/slagverhouding ten opzichte van de productieracers gelijk gebleven, maar Theo Bult kreeg voor Assen en Spa-Francorchamps een fabrieksracer die een boring/slagverhouding van 64 x 54 mm had, waardoor verondersteld kan worden dat ook dit voor alle YZ 631's gold.

### Yamaha TR 2 B
De privérijders konden de nieuwe TR 2 B kopen. Die had nieuwe cilinders en zuigers, bredere uitlaatpoorten en een andere expansiekamer in de uitlaat. Er waren nieuwe drijfstangen, krukpennen en lagers. De versnellingsbak was zwaarder uitgevoerd. De motor en de carburateurs waren in rubber opgehangen omdat de TR 2 veel last had gehad van trillingen. Ten opzichte van de TR 2 werd geen hoger vermogen opgegeven, maar intussen konden tuners al met enig gemak 60 pk uit de productieracers halen. Phil Read liet zijn machine tunen door Helmut Fath, die eerder zijn eigen viercilinder URS had gebouwd.

## 1972: Yamaha YZ 634 en TR 3
Het Yamaha-fabrieksteam bestond in 1972 aanvankelijk uit Kent Andersson, Rodney Gould, Chas Mortimer en Barry Sheene, maar omdat de steun officieel door de importeurs werd verleend, werden daar namens de Duitse importeur Mitsui ook Dieter Braun en Walter Sommer aan toegevoegd. Bovendien zette de fabriek zelf Hideo Kanaya en Jarno Saarinen in. Zij kregen de nieuwe YZ 634, die zeer licht was (107 kg) en waterkoeling had. De eerste twee GP's van 1972 leverden paniek in het kamp van MV Agusta op, want in rechtstreekse duels werd Agostini verslagen door Jarno Saarinen, terwijl ook Kanaya podiumplaatsen pakte. In Frankrijk finishte Teuvo Länsivuori met een privé-TR 3 zelfs voor Agostini. MV kwam in Oostenrijk met de nieuwe MV Agusta 350 4C aan de start, en nu won Agostini wel. Daarna huurde MV Agusta voor de zekerheid een ondersteunende coureur voor Agostini in: Phil Read. In Imola bleek de kracht van een nieuwe concurrent: Renzo Pasolini met de nieuwe Aermacchi-Harley-Davidson tweetakt. Die werd achter Agostini tweede, Saarinen slechts derde. In de Junior TT ging het slecht met de Yamaha's die niet bestand bleken tegen de hoge snelheden. Bovendien weigerde Jarno Saarinen daar te starten omdat hij het circuit te gevaarlijk vond. Door het ontbreken van Pasolini en het uitvallen van Phil Read wisten twee privérijders met Yamaha's achter Ago op het podium te komen: Tony Rutter en Mick Grant. Saarinen wist de Grand Prix van Tsjecho-Slowakije te winnen en werd in het seizoen 1972 tweede in de eindstand, achter Agostini maar vóór Pasolini met de Aermacchi-Harley-Davidson.

### Yamaha YZ 634
De YZ 634 werd puur als fabrieksracer ingezet en had nu net als de 250cc-YZ 635 waterkoeling. Daardoor werd niet meer vermogen geleverd, maar het vermogen werd wel de hele race volgehouden. Bij de luchtgekoelde modellen nam het vermogen vaak af als de motor warmer werd. Voor die koeling werd een waterpomp gemonteerd op de plaats was vroeger de oliepomp voor het autolube-systeem zat. Die was toch al nutteloos, want bijna iedereen demonteerde de oliepomp en vertrouwde op mengsmering. De YZ 634 was ook lichter dan de TR 3: 107 kg.

### Yamaha TR 3
De TR 3 had nu ook een meervoudige droge platenkoppeling gekregen en het frame leek meer op dat van de standaardmodellen. Er waren zes versnellingen aan boord, maar niet voor de Amerikaanse modellen, want de homologatie-eisen van de AMA betekenden dat ook de versnellingsbak van het standaardmodel moest komen en dus maar vijf versnellingen mocht hebben.

## De Yamaha's in de zwaardere klassen
De Yamaha-racers bleken niet alleen sterk te zijn in hun eigen klasse. In 750cc-races gaven ze de officiële 750cc-machines van Kawasaki, Suzuki, Triumph, BSA en Harley-Davidson goed partij en vaak wonnen ze deze wedstrijden zelfs. In 1972 behoorden ze in licht opgeboorde (354 cc) versie tot de top in de 500cc-klasse.

### 500cc-klasse
In 1970 wist Martti Pesonen al negende in de 500cc-klasse te worden met een opgeboorde TR 2. In 1971 begonnen de tweetaktmotoren de viertakten steeds meer te verdringen. Dat gebeurde vooral met de Kawasaki H 1 R en de Suzuki T 500, maar die waren afgeleid van standaardmotoren en gebruikten in racetrim zoveel benzine dat ze bijna altijd een tankstop moesten maken. De weinige licht opgeboorde Yamaha's kwamen niet overal aan de start, maar Lothar John werd in de eindrangschikking twaalfde. In 1972 kregen sommige coureurs van fabriekswege de opgeboorde YZ 632 A, maar ook gewone TR 3's die 0,6 mm werden opgeboord kwamen aan een cilinderinhoud van 354 cc. Deze machines waren licht en snel genoeg om de Kawasaki's en de Suzuki's te verslaan, ook al omdat ze minder dorstig waren en zonder tankstop konden doorrijden. Bruno Kneubühler en Rodney Gould werden zo derde en vierde in het 500cc-wereldkampioenschap, achter de MV Agusta's van Giacomo Agostini en Alberto Pagani.

### 750cc-klasse
De TR 2 maakte al indruk in maart 1970, toen Kel Carruthers in de 750cc-Daytona 200 in de kopgroep zat tot hij uitviel. Yvon Duhamel had echter een opmerkelijke prestatie geleverd met zijn kleine Yamaha. Hij was pas in de derde groep gestart (12 seconden later dan de leiders) omdat hij tijdens de training een vastloper had gehad. Daardoor viel hij terug naar de vijfde plaats achter Geoff Perry (Suzuki T 500), maar die wist hij toch weer in te halen om uiteindelijk als vierde te finishen.
In de Daytona 200 van 1971 verloor Carruthers door technische problemen twee ronden in de pit en daar maakten de Yamaha's dan ook niet veel indruk.
De Daytona 200 van 1972 werd een enorm succes voor Yamaha, maar feitelijk een afgang voor iedereen die met een 750cc-machine reed. Onder de eerste tien finishers waren liefst zeven 354cc-Yamaha TR 3 productieracers. Don Emde won vóór Ray Hempstead en David Smith, en zij reden alle drie met een Yamaha. In april 1972 maakte de Anderstorp Racing Club in Zweden bekend dat ze een Formule 750 race aan het GP-programma zou toevoegen. Deze race werd gewonnen door de enige lichte machine die deelnam. Kent Andersson was er toch en besloot te starten en hij won met zijn Yamaha TR 3 de race. De Mallory Park Race of the Year was enorm sterk bezet: Harley-Davidson stuurde Cal Rayborn met de nieuwe Harley-Davidson XR 750 met lichtmetalen motorblok, het Amerikaanse Hansen-Kawasaki stuurde Yvon Duhamel, Gary Nixon en Paul Smart, John Player Norton zette Phil Read, Mick Grant en Dave Croxford in en voor de BSA-groep kwamen John Cooper, Ray Pickrell, Percy Tait en Tony Jefferies aan de start. Zij reden allemaal met 750cc-machines van hun merk, maar Yamaha had alleen licht opgeboorde Yamaha TR 3's voor Jarno Saarinen, Barry Sheene en Chas Mortimer. Cal Rayborn nam even de leiding, maar al in de tweede ronde werd hij gepasseerd door Saarinen. Rayborn kon hem nog vijf ronden lang volgen, maar viel toen uit. Hoewel niemand Saarinen meer bedreigde ging hij steeds sneller rijden, en pas tegen het einde van de race nam hij wat gas terug.

## Technische gegevens
| Yamaha                 | TR 1                                   | TR 2                                                                                                 | TR 2 B                                 | YZ 631                                 | TR 3                                   | YZ 634                                  | YZ 634 A                                |
| ---------------------- | -------------------------------------- | --- | -------------------------------------- | -------------------------------------- | -------------------------------------- | --------------------------------------- | --------------------------------------- |
| Periode                | 1968                                   | 1969-1971                                                                                            | 1971                                   | 1971                                   | 1972                                   | 1972                                    | 1972                                    |
| Categorie              | prototype                              | productieracer fabrieksracer                                                                         | productieracer                         | fabrieksracer                          | productieracer                         | fabrieksracer                           | fabrieksracer                           |
| Motortype              | tweetakt                               | tweetakt                                                                                             | tweetakt                               | tweetakt                               | tweetakt                               | tweetakt                                | tweetakt                                |
| Bouwwijze              | dwarsgeplaatste tweecilinder lijnmotor | dwarsgeplaatste tweecilinder lijnmotor                                                               | dwarsgeplaatste tweecilinder lijnmotor | dwarsgeplaatste tweecilinder lijnmotor | dwarsgeplaatste tweecilinder lijnmotor | dwarsgeplaatste tweecilinder lijnmotor  | dwarsgeplaatste tweecilinder lijnmotor  |
| Koeling                | lucht                                  | lucht                                                                                                | lucht                                  | lucht                                  | lucht                                  | water                                   | water                                   |
| Brandstoftoevoer       | zuigergestuurd                         | zuigergestuurd                                                                                       | zuigergestuurd                         | zuigergestuurd                         | zuigergestuurd                         | zuigergestuurd                          | zuigergestuurd                          |
| Carburateurs           | onbekend                               | 2 x Mikuni VM34SC                                                                                    | 2 x Mikuni VM34SC                      | 2 x Mikuni VM34SC                      | 2 x Mikuni VM34SC                      | onbekend                                | onbekend                                |
| Ontsteking             | magneet                                | magneet                                                                                              | magneet                                | CDI                                    | CDI                                    | CDI                                     | CDI                                     |
| boring                 | onbekend                               | 61 mm                                                                                                | 61 mm                                  | 64 mm                                  | 64 mm                                  | 64 mm                                   | 64,6 mm                                 |
| slag                   | onbekend                               | 59,6 mm                                                                                              | 59,6 mm                                | 54 mm                                  | 54 mm                                  | 54 mm                                   | 54 mm                                   |
| Cilinderinhoud         | onbekend                               | 348,4 cc                                                                                             | 348,4 cc                               | 347,4 cc                               | 347,4 cc                               | 347,4 cc                                | 354 cc                                  |
| Smeersysteem           | mengsmering + autolube                 | mengsmering + autolube                                                                               | mengsmering + autolube                 | mengsmering + autolube                 | mengsmering + autolube                 | mengsmering                             | mengsmering                             |
| Compressieverhouding   | onbekend                               | 6,5:1                                                                                                | 6,5:1                                  | onbekend                               | 7,04:1                                 | 7,7:1                                   | onbekend                                |
| Max. Vermogen          | ca. 60 pk (ca. 44 kW) (opgegeven)      | >54 pk (>40 kW) bij 9.500 tpm 1970: ca. 60 pk (ca. 44 kW) 1970: ca. 65 pk (ca. 48 kW) bij 10.000 tpm | ca. 60 pk (ca. 44 kW)                  | 63 à 64 pk (46 à 47 kW) bij 10.500 tpm | >60 pk (>44 kW)                        | >65 pk (>48 kW) bij 10.500 à 11.000 tpm | >65 pk (>48 kW) bij 10.500 à 11.000 tpm |
| Koppeling              | meervoudige natte platenkoppeling      | meervoudige natte platenkoppeling                                                                    | meervoudige natte platenkoppeling      | meervoudige droge platenkoppeling      | meervoudige droge platenkoppeling      | meervoudige droge platenkoppeling       | meervoudige droge platenkoppeling       |
| Versnellingen          | onbekend                               | 5 1970: (alleen Kent Andersson): 6                                                                   | 5                                      | onbekend                               | 6                                      | 6                                       | 6                                       |
| Secundaire aandrijving | kettingaandrijving                     | kettingaandrijving                                                                                   | kettingaandrijving                     | kettingaandrijving                     | kettingaandrijving                     | kettingaandrijving                      | kettingaandrijving                      |
| frame                  | dubbel wiegframe                       | dubbel wiegframe                                                                                     | dubbel wiegframe                       | dubbel wiegframe                       | dubbel wiegframe                       | dubbel wiegframe                        | dubbel wiegframe                        |
| Vering voor            | telescoopvork                          | telescoopvork                                                                                        | telescoopvork                          | telescoopvork                          | telescoopvork                          | telescoopvork                           | telescoopvork                           |
| Vering achter          | swingarm met twee demperelementen      | swingarm met twee demperelementen                                                                    | swingarm met twee demperelementen      | swingarm met twee demperelementen      | swingarm met twee demperelementen      | swingarm met twee demperelementen       | swingarm met twee demperelementen       |
| Remmen                 | trommelremmen                          | trommelremmen                                                                                        | trommelremmen                          | trommelremmen                          | trommelremmen                          | trommelremmen                           | trommelremmen                           |
| gewicht                | onbekend                               | 112 kg droog                                                                                         | 112 kg droog                           | 112 kg droog                           | 110 kg droog                           | 107 kg droog                            | 107 kg droog                            |
| Voorganger             | geen                                   | TR 1                                                                                                 | TR 2                                   | geen                                   | TR 2 B                                 | YZ 631                                  | geen                                    |
| Opvolger               | TR 2                                   | TR 2 B                                                                                               | TR 3                                   | YZ 634                                 | TZ 350                                 | OW 16                                   | TZ 500                                  |